# Yentl en de Boer de Serie
Yentl en de Boer de Serie is een vierdelige Nederlandse televisieserie uit 2021 waarin het cabaretduo Yentl en de Boer het beste materiaal uit hun theatervoorstellingen combineert met nieuwe scènes en speciaal voor het programma geschreven liedjes. De comedyserie is te zien op de publieke omroep bij BNNVARA.
De hoofdrollen worden vertolkt door Yentl Schieman en Christine de Boer, gastrollen zijn er voor onder meer Theo Maassen, Susan Visser, Yannick van de Velde en Freek Bartels.

## Afleveringen
| Aflevering | Titel            | Uitzenddatum |  |
| ---------- | ---------------- | ------------ |  |
| 1          | Meemaken of niet | 05-09-2021   |  |
| 2          | Zo origineel     | 12-09-2021   |  |
| 3          | Morph            | 19-09-2021   |  |
| 4          | Lacrimosa        | 26-09-2021   |  |